# Campylotropis polyantha
Campylotropis polyantha är en ärtväxtart som först beskrevs av Adrien René Franchet, och fick sitt nu gällande namn av Anton Karl Schindler. Campylotropis polyantha ingår i släktet Campylotropis och familjen ärtväxter.

## Underarter
Arten delas in i följande underarter:
- C. p. leiocarpa
- C. p. polyantha
- C. p. tomentosa